# This Is My Life (Gasolin'-sang)
 Denne artikel omhandler sangen af Gasolin'. Opslagsordet har også en anden betydning, se This is my life.
"This Is My Life" er en sang af Gasolin'. Den var med på albummet Efter endnu en dag fra 1976.

## Komposition
Sangen er skrevet og komponeret af Gasolin' i samarbejde med Dan Beck og Skip Malone. Sangen er produceret af Roy Thomas Baker.

## Kommercielt
På KODA's liste over de mest spillede danske sange live i 2013 var "This Is My Life" nummer fem; i øvrigt med "Kvinde min" på førstepladsen og "Jutlandia", "Rabalderstræde" og "Hva' gør vi nu, lille du?" på de næste pladser.

## Medvirkende
Følgende er en liste over de personer der var med til at indspille sangen:
- Kim Larsen - Sang, guitar, sangskriver, komponist
- Franz Beckerlee - Guitar, sangskriver, komponist
- Wili Jønsson - Elbas, sangskriver, komponist
- Søren Berlev - Trommer, sangskriver, komponist

### Gæstesanger
- Birgitte Lindhardt - Sang

## Hitlister
| Hitliste (1978-79) | Højeste placering |
| ------------------ | ----------------- |
| Norge (VG-lista)   | 6                 |

| Hitliste (2009-10)          | Højeste placering |
| --------------------------- | ----------------- |
| Danmark (Track Top-40)      | 35                |
| Sverige (Sverigetopplistan) | 29                |

| Hitlister (2018)       | Højeste placering |
| ---------------------- | ----------------- |
| Danmark (Track Top-40) | 25                |